# ام‌اس ژوپیتر
ام‌اس ژوپیتر (به انگلیسی: MS Jupiter) یک کشتی است که طول آن ۱۷۵٫۳۰ متر (۵۷۵ فوت ۲ اینچ) می‌باشد.